# Gârbou
Gârbou is een Roemeense gemeente in het district Sălaj.

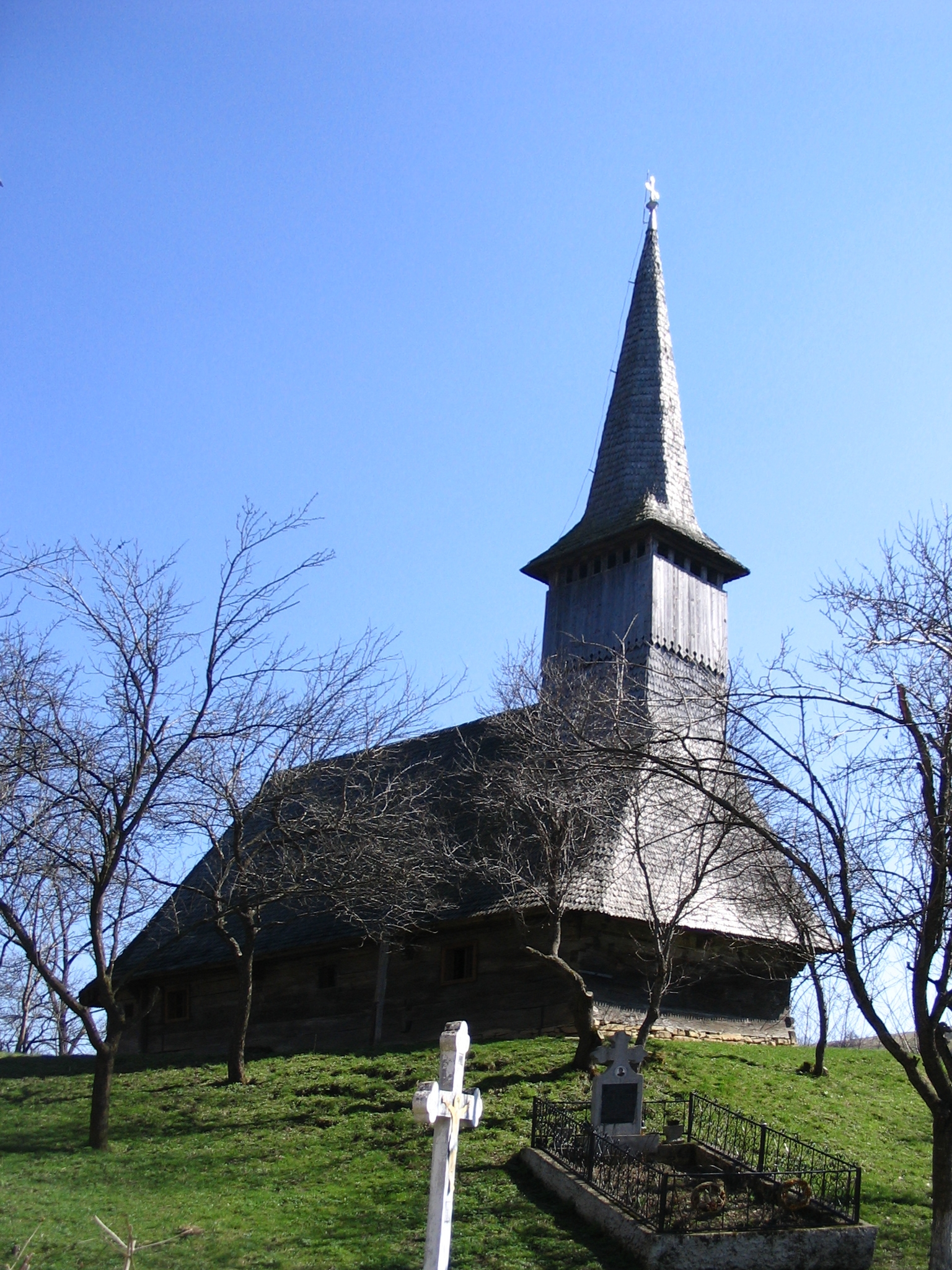
Salomonskerk

Gârbou telt 2264 inwoners.